# Borommatrailokanat
Borommatrailokanat (Thai: สมเด็จพระบรมไตรโลกนาถ - Somdet Phra Borommatrailokanat, kürzer Trailokanat (auch Trailokanāth) oder Trailok; * 1431 in Ayutthaya als Prinz Ramesuan; † 1488 in Phitsanulok) war zwischen 1448 und 1488 der 9. König des Königreichs Ayutthaya. 
Mit den Gesetzen über die zivile, militärische und Provinzhierarchie von 1454 führte er das Sakdina-System ein, das die gesellschaftliche und politische Ordnung Siams bis ins 19. Jahrhundert prägte. Zudem führte Trailok Ayutthaya im Krieg mit Lan Na (1441–1474). Zeitweilig verlegte er seine Residenz nach Phitsanulok, um näher an der Front zu sein.

## Leben

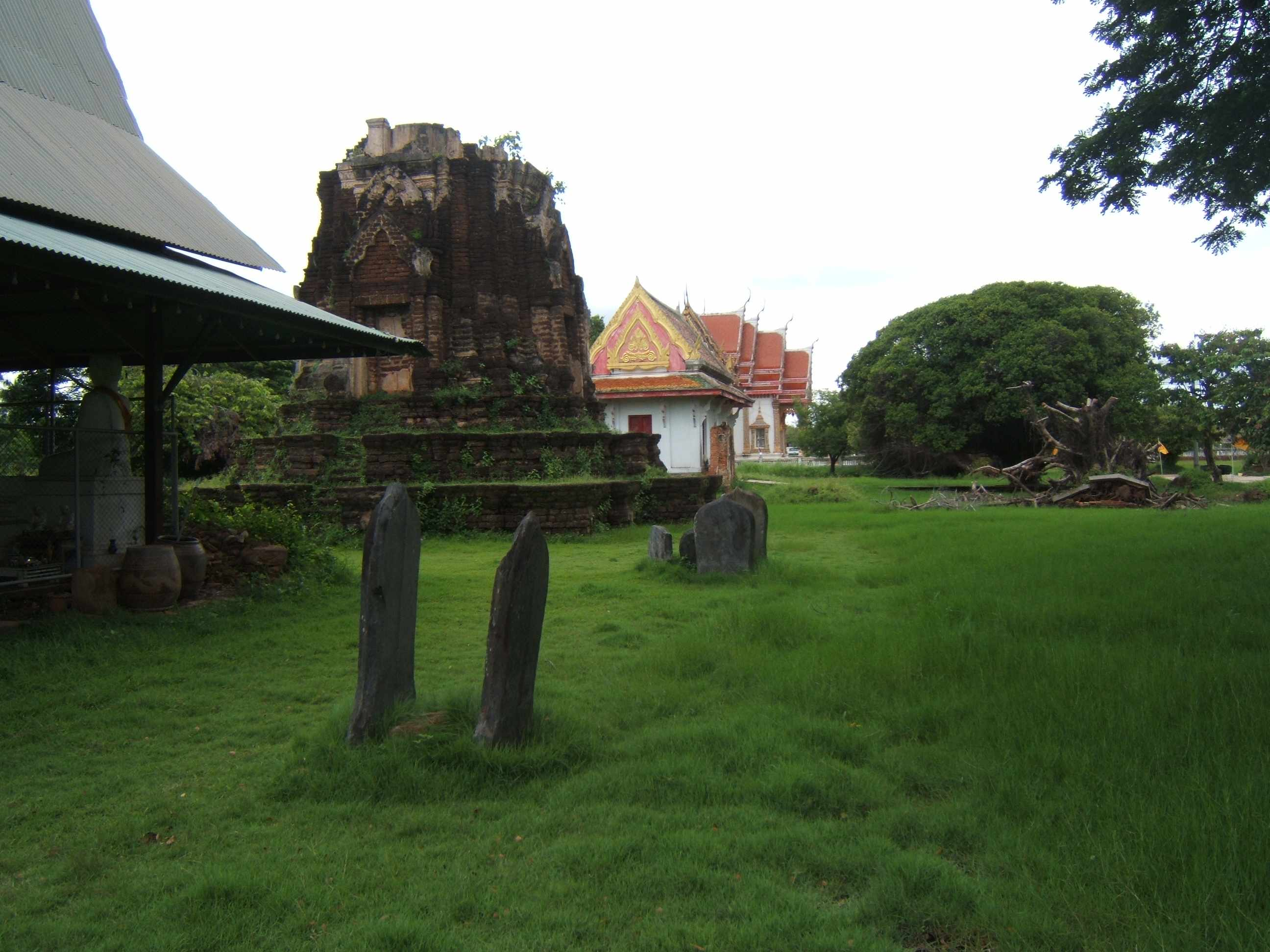
Wat Chulamani in Phitsanulok mit dem Grabstein für Borommatrailokanat

### Herkunft und Jugend
Prinz Ramesuan (Rāmeśvara) war vermutlich der erstgeborene Sohn von König Borommaracha II. und wurde von diesem zum Thronfolger designiert. Einigen Autoren zufolge war seine Mutter eine Prinzessin des Königreichs Sukhothai, Tochter des Königs Sai Lue Thai. Das lässt sich allerdings nicht in historischen Quellen nachweisen und könnte auf der Missinterpretation oder fehlerhaften Lesung einer Chronik beruhen.
Jedenfalls wurde er in eine Zeit geboren, in der die ehemals zu Sukhothai gehörenden Gebiete, die im frühen 15. Jahrhundert zu Vasallen Ayutthayas geworden waren, immer enger an Ayutthaya gebunden wurden und 1438 endgültig Teil des Reichs wurden. Sie wurden nun Müang Nüa („nördliche Stadtstaaten“) genannt, die wichtigste dieser Städte war – nach dem Bedeutungsverlust Sukhothais in den 1430er-Jahren – Phitsanulok. Ramesuans Vater entsandte seinen Thronfolger im Alter von 15 Jahren nach Phitsanulok, um die nördlichen Städte zu verwalten und die Kontrolle der Herrscherfamilie über diese zu verstärken.

### Regierungszeit
Nach dem Tod des Vaters im Jahr 1448 kehrte er nach Ayutthaya zurück, um den Thron zu besteigen, und nahm den Namen Borommatrailokanat an. 
Im Jahr 1454 erließ er zwei Gesetze: eines über die zivile und eines über die militärische Hierarchie. An der Spitze der beiden Hierarchien richtete er die beiden Ministerien Kalahom (eine Art Kriegsministerium) und Mahatthai (zuständig für zivile Verwaltung und Arbeitsorganisation) ein. Auch führte er durch diese Gesetze das Sakdina-System (wörtlich „Macht über Reisfelder“) ein, nach dem jedem Adeligen und Untertan ein bestimmter Rang, messbar in einer symbolischen Flächengröße in Rai (1600 Quadratmeter), zugesprochen wurde. Dieses Recht bestand bis zu den Reformen Chulalongkorns (Ramas V.) Ende des 19. Jahrhunderts fort. Auch die bis ins 20. Jahrhundert vergebenen nichterblichen Adelstitel für höhere Beamte und Militärs wurden in dieser Zeit eingeführt oder zumindest festgeschrieben. Durch diese formalisierte und institutionalisierte Staatsorganisation war die (in Südostasien chronisch knappe) Arbeitsleistung für Krieg und Bauprojekte in Ayutthaya effizienter organisiert als in anderen Reichen der Region. Dadurch hatte Ayutthaya einen Vorteil gegenüber seinen Nachbarn, die in der Regel nur auf personalen Beziehungen zwischen dem Herrscher und seinen Untergebenen aufbauten und dadurch wesentlich instabiler waren.
Die aus dem untergegangenen Königreich Sukhothai hervorgegangenen nördlichen Müang waren Mitte des 15. Jahrhunderts umkämpft zwischen Ayutthaya und dem nördlich angrenzenden Königreich Lan Na, das in dieser Zeit von König Tilokarat beherrscht wurde. Sowohl Trailok als auch Tilokarat erhoben den Anspruch, der Chakravartin (universeller Herrscher der buddhistischen Welt) zu sein. Lan Nas Truppen belagerten 1459 bis 1460 erfolglos Phitsanulok, in Sukhothai brach zur gleichen Zeit eine Rebellion aus. Ein Teil des lokalen Adels wollte sich Lan Na anschließen. 
1463 siedelte Trailok daher mit seinem Hof nach Phitsanulok über, um näher an der Front zu sein und eine bessere Kontrolle über den Norden seines Reiches zu haben. Die Verwaltung von Ayutthaya überließ er seinem Sohn und Vizekönig (Uparat), dem späteren König Borommaracha III. 1463 konnte Sukhothai schließlich von Lan Nas zurückerobert werden. 1474/75 schlug Trailok die Truppen Lan Nas beim damaligen Sawankhalok (heute Si Satchanalai). Dadurch waren die Ansprüche Lan Nas auf die nördlichen Müang endgültig zurückgeschlagen, die Herrschaft Ayutthayas über diese gesichert. 
Die Geschehnisse dieses Krieges wurden in dem epischen Gedicht Yuan Phai („die Niederlage der (Tai) Yuan“) thematisiert, eines der komplexesten und bedeutendsten überlieferten literarischen Werke aus der Ayutthaya-Periode. Auch wird Borommatrailokanat die Autorenschaft des Gedichts Thet Mahachat (Große göttliche Wiedergeburt) zugeschrieben, ein vom Buddhismus inspiriertes Werk, das auf der Jataka Nr. 547 beruht.